# Régions de Thaïlande
Les régions de Thaïlande sont les plus grandes subdivisions du pays. Contrairement aux provinces, elles n'ont pas de caractère administratif. La Thaïlande est généralement divisée en six régions géographiques, mais il existe aussi un regroupement par quatre qui le rend compatible avec le système administratif des Monthon autrefois utilisé.
Ces régions sont utilisés à des fins statistiques, géographiques ou géologiques.
Par six :
- Nord
- Isan (nord-est)
- Ouest
- Centre
- Est
- Sud

Par quatre :
- Nord
- Isan (nord-est)
- Centre
- Sud